# Idaea concatenata
Idaea concatenata är en fjärilsart som beskrevs av Louis Beethoven Prout 1938. Idaea concatenata ingår i släktet Idaea och familjen mätare. Inga underarter finns listade i Catalogue of Life.